# داچ روپرسبرگر
داچ روپرسبرگر (به انگلیسی: Dutch Ruppersberger) نمایندهٔ حوزه انتخابیه دوم مریلند از حزب دموکرات ایالات متحده آمریکا در مجلس نمایندگان ایالات متحده آمریکا است که برای نخستین‌بار در ۲۵ ژانویه ۲۰۰۳ میلادی به‌عضویت این مجلس درآمد.